# Цване
Цване (Тсване, Тшване, англ. City of Tshwane) — городской округ в провинции Гаутенг (ЮАР). На территории городского округа Цване находится столица ЮАР город Претория.
Название Цване (Tshwane, [tsʰwane]) происходит от названия реки Апиес на языке тсвана.

## История
Городской округ Цване был образован 5 декабря 2000 года из территорий 13 городов.